# Santuario del Señor de los Milagros (Michoacán)
El Santuario del Señor de los Milagros es un templo católico cuyos restos se encuentran en lo que fue San Juan Parangaricutiro, en el actual municipio de Nuevo Parangaricutiro en el estado de Michoacán de Ocampo. Tanto el santuario como el pueblo desaparecieron al ser sepultados por un alud de lava proveniente del Paricutín, un volcán que nació en el siglo XX cerca del lugar. Solo se conservó en pie parte del recinto religioso, donde hoy se puede ver el segundo cuerpo de la fachada con una de sus torres, y algunos muros de la parte posterior, incluido el altar mayor de piedra.
El templo funcionó como un santuario que atraía numerosas peregrinaciones que acudían a la veneración de la imagen de un Cristo crucificado conocido como Señor de los Milagros la cual es una histórica escultura realizada en la técnica de pasta de caña de maíz elaborada por purépechas en la época colonial española. La imagen hoy en día se conserva en el nuevo Santuario del Señor de los Milagros que se construyó en el poblado de Nuevo San Juan Parangaricutirimícuaro en el mismo municipio de Nuevo Parangaricutiro.

## Historia
El desaparecido poblado de San Juan Parangaricutiro o también llamado San Juan de las Colchas se encontraba localizado en la región de la Meseta Tarasca y fue habitado por la cultura purépecha.
Su fundación colonial ocurrió en 1535 por los frailes franciscanos que evangelizaron la región a cargo de Fray Juan de San Miguel. El pueblo recibió el nombre de “San Juan” ya que tuvo como patrono a San Juan Bautista. El nombre de “Parangaricutiro” es un término purépecha que significa “el pequeño” o “mesa” por encontrarse en una meseta. Al pueblo también se le llamaba San Juan de las Colchas ya que se destacaba en la elaboración de colchas entre otros productos textiles.
En 1570 llegaron a San Juan Parangaricutiro los frailes agustinos provenientes del convento de Jacona. De esa época data la veneración a la imagen del “Señor de los Milagros”.
En 1618 fue iniciada la construcción del templo dedicado al “Señor de los Milagros”. Construyéndose en el centro de la población, frente a una amplia explanada que servía de plaza y mercado.
Para los años 1940, el templo funcionaba como un importante santuario que atraía numerosas peregrinaciones de diversas partes del país. Su interior estaba ricamente decorado y su exterior tenía una de sus dos torres inconclusa. 
El 20 de febrero de 1943 surgió el nacimiento del Volcán Paricutín en la vecina población de Paricutín. La actividad volcánica tuvo una duración de 9 años terminado el 4 de marzo de 1952. La lava del volcán abarcó un área de 40 kilómetros cuadrados destruyendo por completo los bosques y poblados de su alrededor. El 3 de mayo de 1944 la lava llegó a los límites del panteón de San Juan Parangaricutiro. El 9 de mayo de 1944 salieron todos los habitantes de la población, haciendo una peregrinación encabezada por la imagen del “Señor de los Milagros”.
San Juan Parangaricutiro fue lentamente consumido por la lava, hasta quedar completamente sepultado, quedando únicamente en pie parte del antiguo Santuario del Señor de los Milagros.
Mientras tanto a los habitantes de la extinta población se les otorgaron terrenos en una zona cercana a la ciudad de Uruapan, donde se fundó un nuevo pueblo al que llamaron Nuevo San Juan Parangaricutirimícuaro constituyéndose además en cabecera del municipio del mismo nombre en 1950. En dicho poblado se construyó un nuevo templo, donde desde entonces se conserva la antigua imagen del “Señor de los Milagros”.
Actualmente las ruinas del Santuario del Señor de los Milagros cercanas al cráter del Volcán Paricutín, representan un importante atractivo turístico donde se realizan excursiones a pie o a caballo al lugar. 
En la parte posterior del templo quedó en pie el retablo de piedra del altar mayor, ya que la lava no alcanzó a destruirlo, quedando separado de este por unos cuantos metros. Algunos pobladores han considerado esto un milagro relacionado al “Señor de los Milagros” que ahí tenía su morada por lo que han colocado arreglos florales en señal de devoción.

## Descripción arquitectónica

### El templo antes de la destrucción
El antiguo templo del Santuario del Señor de los Milagros presenta características arquitectónicas particulares a diferencia de otros históricos recintos religiosos construidos en Michoacán, ya que fue y es el único templo antiguo en la entidad que fue diseñado con el formato inspirado en las basílicas paleocristianas de Roma.
Presenta el estilo arquitectónico barroco de influencia italiana caracterizado por el uso de elementos clásicos griegos y romanos como columnas dóricas y corintias, arcos de medio punto y frontispicios entre otros. Fue construido con piedra de cantera rosada. 
- El interior

Su interior presentaba planta basilical con tres naves. La nave central poseía a sus lados hileras de columnas con capital corintio que sostenían arcos de medio punto, sobre de ellos en un muro se abrían una serie de ventanas rectangulares que permitían la iluminación interior. El techo presentaba un plafón de yesería con pintura decorativa. Al fondo el altar mayor estaba conformado por un retablo de piedra empotrado en el muro, estando enmarcado por un gran arco de medio punto. 
En los muros de las naves laterales se ubicaban arcos de medio punto y pilastras empotradas. Que abrían espacio a los altares laterales, teniendo sobre de ellos ventanas, además de espacio para dos puertas de acceso laterales. 
- El exterior

En su exterior la fachada principal estaba compuesta por dos cuerpos o niveles, además de tener un diseño tripartita. En el primer nivel se encontraban tres puertas de acceso con arco de medio punto, alternadas por sendas columnas de capitel dórico. 
En el segundo nivel se encuentran en hilera tres grandes arcos de medio punto también alternados por columnas dóricas, el arco de en medio servía como ventanal que iluminaba la nave central. La fachada en su parte superior es rematada por un entablamento, teniendo en su parte central un gran frontón triangular. 
El techo de las naves presentaba cubierta de viguería de madera en dos aguas, con revestimiento de teja. 
La fachada es alternada por dos torres de campanario. Donde solamente la torre norte estaba concluida completamente y la torre sur en proceso de construcción. La torre del campanario presenta cuatro cuerpos, en el primero se ubican en su interior escaleras en forma de caracol, además de presentar en sus muros un par de ventanas rectangulares para su iluminación. El segundo cuerpo de la torre está compuesto por cuatro lados donde se ubican arcos de medio punto, estando rematados en su parte superior por un entablamento donde se hallan pequeños frontis triangulares, mientras que en cada una de las cuatro esquinas se encuentran columnas de capitel dórico, y sobre de ellas se encontraban copones o jarrones decorativos. El tercer cuerpo de la torre presenta diseño idéntico al anterior, estando un poco más reducido en sus proporciones. El cuarto cuerpo o remate está conformado en sus cuatro lados por pequeños ojales, teniendo como remate final una pequeña cúpula también de piedra, donde se sostiene una cruz de hierro.

### El templo en ruinas
Actualmente del templo solo quedan algunos elementos en pie, entre los que se encuentran el segundo cuerpo de la fachada principal y la torre del campanario, ya que el primero cuerpo se encuentra sepultado por la lava. 
También se conserva en la parte posterior tres muros en torno al presbiterio, donde se conserva el retablo del altar mayor. De lo que fueron las naves laterales no quedan rastros ya que la lava alcanzó lo que era la altura del techo. 